# Kernouës
Kernouës (bretonisch Kernouez) ist eine französische Gemeinde im Département Finistère mit 660 Einwohnern (Stand 1. Januar 2022). Sie befindet sich im Nordwesten der Bretagne unweit der Atlantikküste. Die Bewohner werden Kernouésiens und Kernouésiennes genannt.
Lesneven liegt 3 Kilometer südöstlich, Brest 25 Kilometer südwestlich und Paris etwa 490 Kilometer östlich. 

## Verkehr
Bei Landerneau und Brest befinden sich die nächsten Abfahrten an der Schnellstraße E 50 (Rennes-Brest) und  Regionalbahnhöfe an den Bahnlinien Brest-Rennes und Brest-Nantes. Der Regionalflughafen Aéroport de Brest Bretagne liegt 17 Kilometer südlich der Gemeinde.

## Bevölkerungsentwicklung
| Jahr                       | 1962 | 1968 | 1975 | 1982 | 1990 | 1999 | 2007 | 2017 |
| Einwohner                  | 531  | 536  | 624  | 611  | 621  | 587  | 698  | 685  |
| Quellen: Cassini und INSEE |      |      |      |      |      |      |      |      |

## Sehenswürdigkeiten
- Schloss des Isles aus dem 19. Jahrhundert
- Kirche Saint-Eucher, erbaut 1777
- Kapelle Notre-Dame-de-la-Clarté im Weiler Poul-a-Liou, 1837 neu gebaut
- Herrenhaus im Weiler Kergunic (1640)
- Herrenhaus im Weiler Kersava (1655)
- Wassermühle im Weiler Kergoff

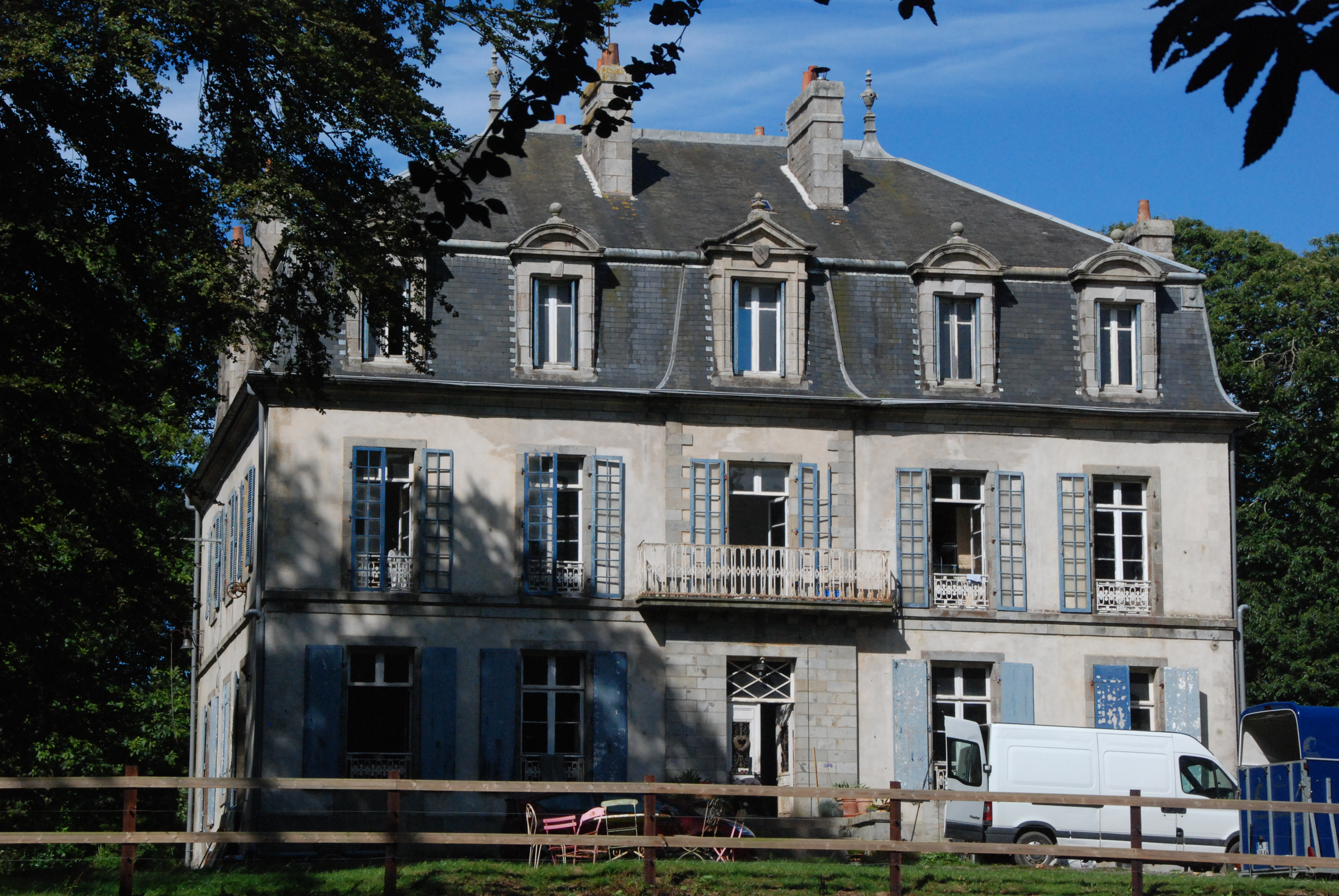
Château des Isles
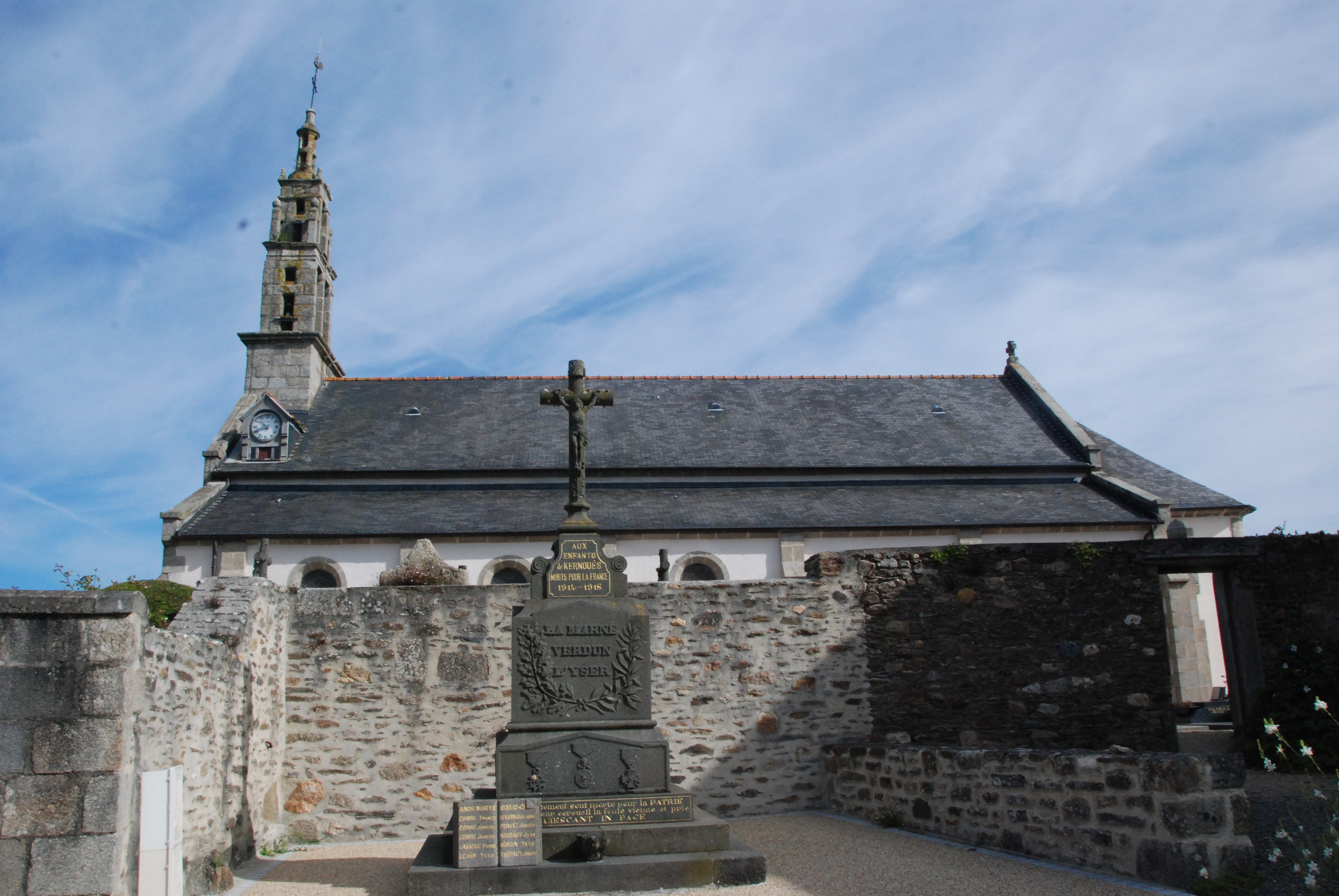
Kirche Saint-Eucher und Gefallenendenkmal
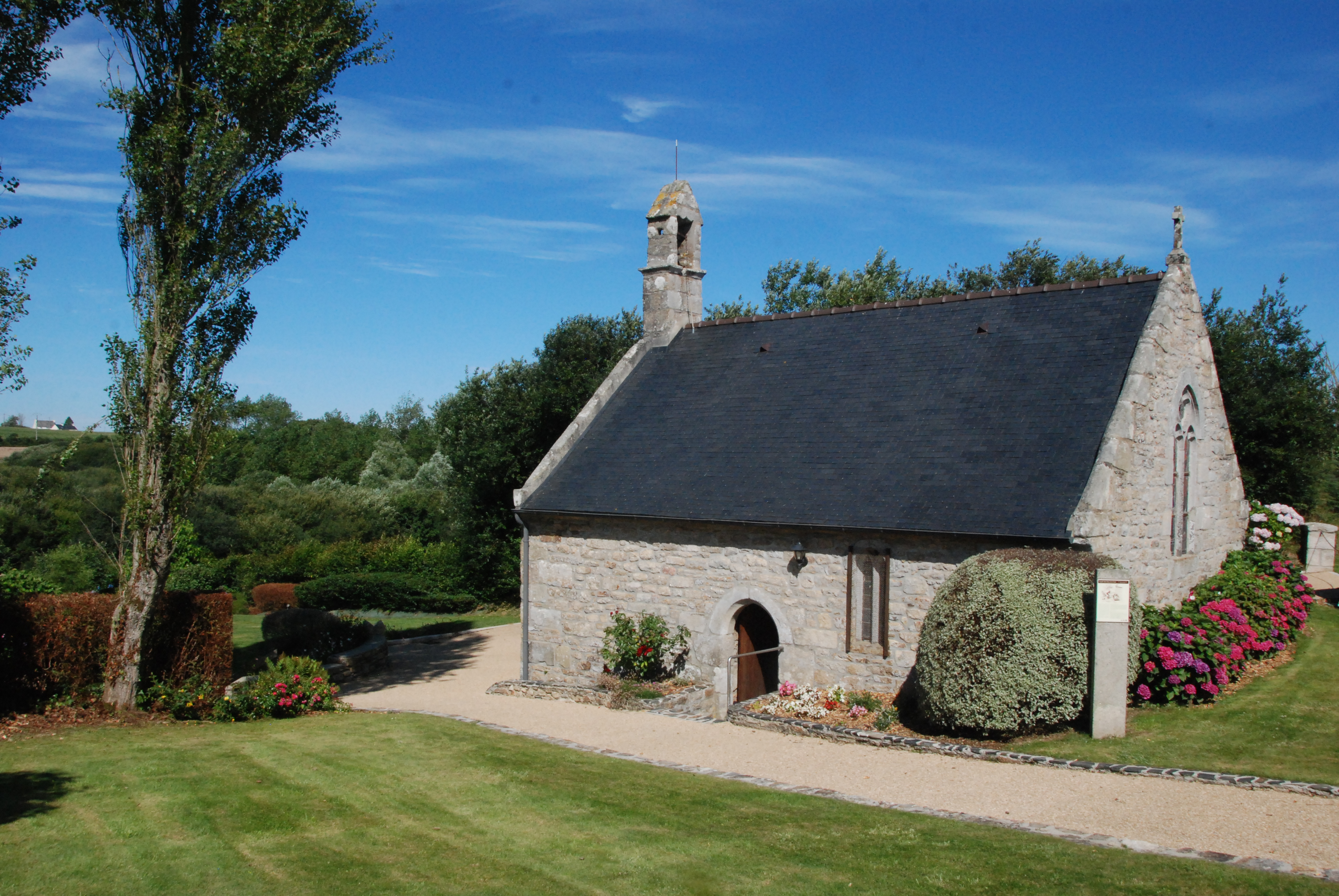
Kapelle Notre-Dame-de-la-Clarté
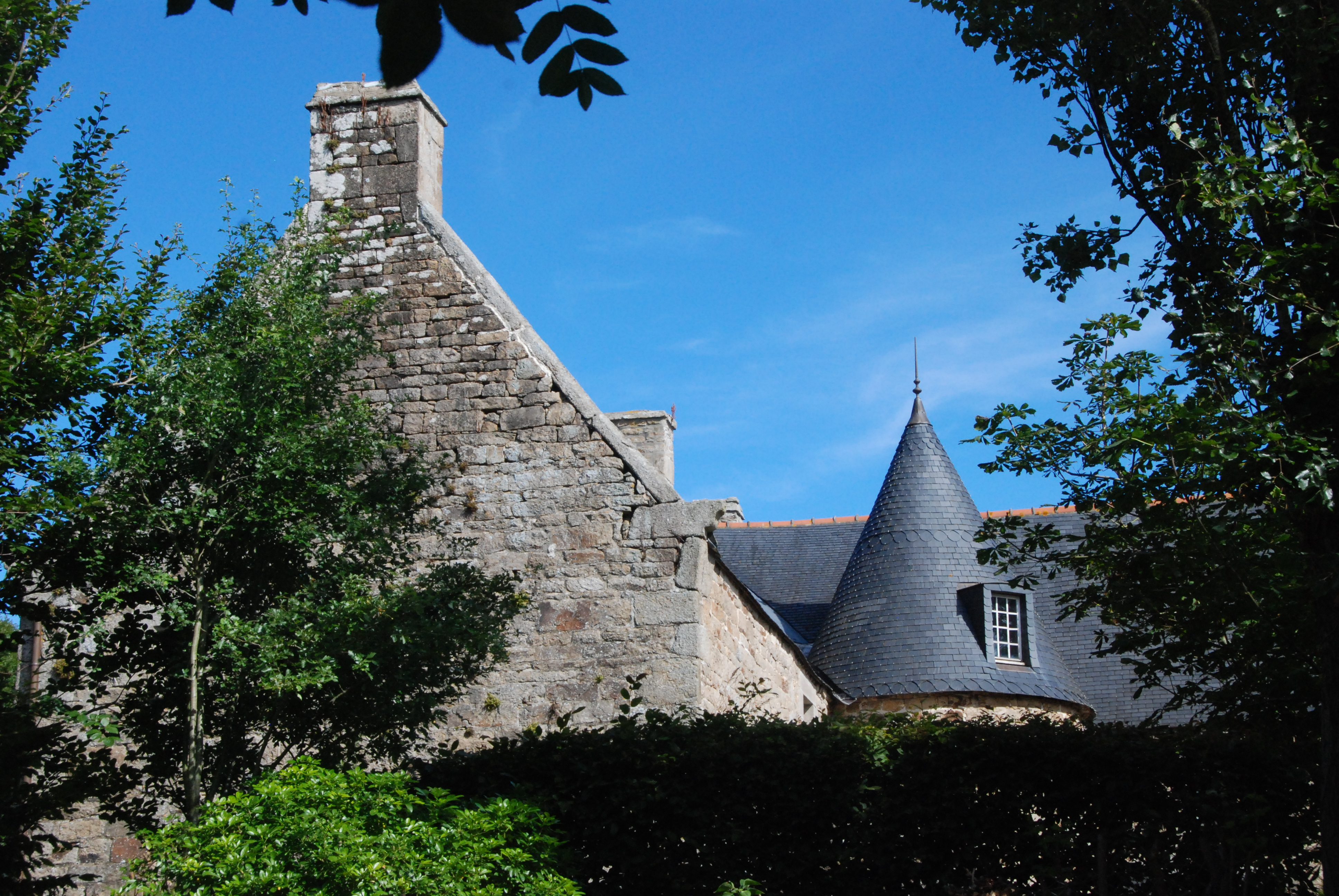
Herrenhaus Kergunic
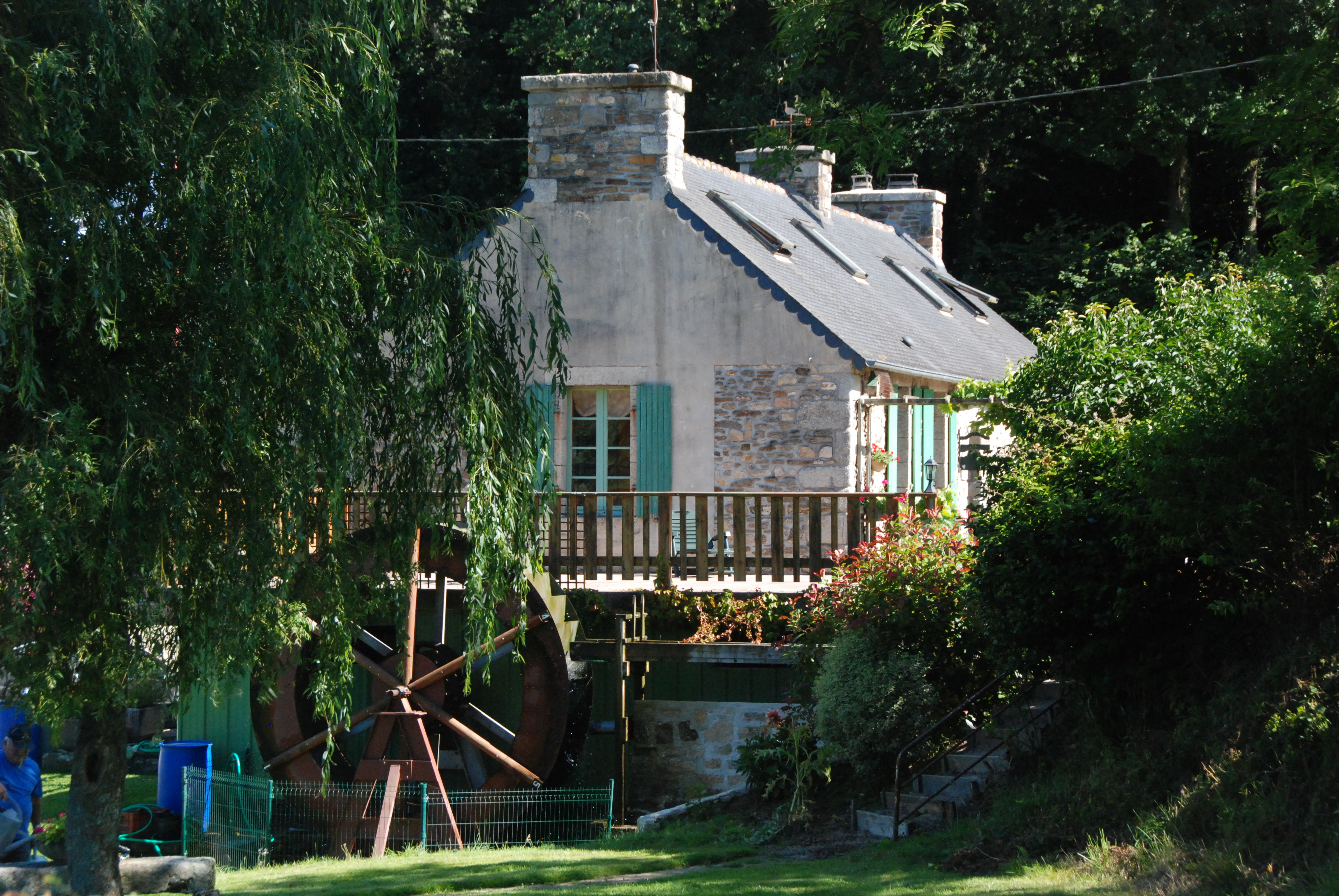
Wassermühle Kergoff